# The Civil Wars (album)
| Recensione | Giudizio |
| ---------- | -------- |
| AllMusic   |          |

The Civil Wars è il secondo eponimo album in studio del gruppo musicale statunitense The Civil Wars, pubblicato nell'agosto 2013 dalla Columbia Records.

## Descrizione
Nel giugno 2013 l'album è stato anticipato dalla pubblicazione dei singoli The One That Got Away e From This Valley. Il terzo singolo Dust to Dust è stato diffuso nell'ottobre 2013.
Per quanto riguarda le vendite, il disco ha raggiunto la posizione #1 della classifica Billboard 200.
Con il brano From This Valley il gruppo si è aggiudicato il Grammy Awards 2014 nella categoria "Best Country Duo/Group Performance" (miglior interpretazione country di un duo o gruppo).

## Tracce
1. The One That Got Away – 3:30 (Joy Williams, John Paul White, Charlie Peacock)
2. I Had Me a Girl – 3:45 (Williams, White)
3. Same Old Same Old – 3:48 (Williams, White)
4. Dust to Dust – 3:49 (Williams, White)
5. Eavesdrop – 3:35 (Williams, White, Peacock)
6. Devil's Backbone – 2:29 (Williams, White, Peacock)
7. From This Valley – 3:33 (Williams, White, Phil Madeira)
8. Tell Mama – 3:48 (Clarence Carter, Marcus Daniel, Wilbur Terrell)
9. Oh Henry – 3:32 (Williams, White)
10. Disarm – 4:42 (Billy Corgan)
11. Sacred Heart – 3:19 (Williams, White)
12. D'Arline – 3:08 (Williams, White)

## Formazione
Gruppo
- Joy Williams - voce
- John Paul White - chitarre, voce

## Classifiche
| Classifica (2014) | Posizione raggiunta |
| ----------------- | ------------------- |
| Canada            | 1                   |
| Regno Unito       | 2                   |
| Stati Uniti       | 1                   |